# Lars Burgsmüller
Lars Burgsmüller (Mülheim, 6 de diciembre de 1975) es un exjugador profesional de tenis alemán .

## Torneos ATP

### Individuales

#### Títulos
| Leyenda                |
| Grand Slam (0)         |
| Tennis Masters Cup (0) |
| ATP Masters Series (0) |
| ATP Tour (1)           |

| N.º | Fecha                 | Torneo     | Superficie | Oponente en la final | Resultado |
| --- | --------------------- | ---------- | ---------- | -------------------- | --------- |
| 1.  | 11 de febrero de 2002 | Copenhague | Dura       | Olivier Rochus       | 6-3 6-3   |

#### Finalista
- 2004: Shanghái (pierde ante Guillermo Cañas)

### Dobles

#### Títulos
| Leyenda                |
| Grand Slam (0)         |
| Tennis Masters Cup (0) |
| ATP Masters Series (0) |
| ATP Tour (1)           |

| N.º | Fecha                    | Torneo             | Superficie | Pareja                | Oponentes en la final          | Resultado      |
| --- | ------------------------ | ------------------ | ---------- | --------------------- | ------------------------------ | -------------- |
| 1.  | 26 de septiembre de 2005 | Ciudad Ho Chi Minh | Moqueta    | Philipp Kohlschreiber | Ashley Fisher Robert Lindstedt | 5-6(3) 6-4 6-2 |